# Crataegus valida
Crataegus valida är en rosväxtart som beskrevs av Chauncey Delos Beadle. Crataegus valida ingår i Hagtornssläktet som ingår i familjen rosväxter. Inga underarter finns listade i Catalogue of Life.